# 狙击精英III
《狙击精英III》是一款由Rebellion Developments制作、505游戏大街发行的第三人称战术射击游戏。游戏于2014年在Microsoft Windows、PlayStation 3、PlayStation 4、Xbox 360和Xbox One平台发布，任天堂Switch版於2019年推出。本作是2012年《狙击精英V2》的前传，狙击精英系列的第三部作品。

## 设定
游戏背景设定在《狙击精英V2》事件的几年前，因美国战略情报局特工卡尔·费尔伯恩（Karl Fairburne）成绩突出，他被派往处于二战时期的北非，在那里他将见识到纳粹军队的秘密武器，并再次拿起狙击枪狙杀敌军。

## 评价
《狙击精英III》一经推出后受到了来自各方的评论。Eurogamer打出了7/10分，IGN打出了8.2/10分，GameSpot打出了6/10分。Josiah Renaudin称赞令人上瘾的子弹进入人体骨骼的慢镜头，例如爆头，射中肺部和睾丸等，但他抱怨故事太老套，AI很简单，配音平庸不适合狙击手这一角色。多数网上评论说，游戏机版的最差，因其多漏洞、反重力与蠢AI，打破了游戏的可玩性，让玩家不断遭受不必要的损失和死亡。